# Sporting Clube de Tomar
Actualités
Le Sporting Clube de Tomar (SC Tomar) est un club de rink hockey fondé en 1915 et situé à Tomar dans le District de Santarém au Portugal. Il évolue dans le championnat du Portugal de rink hockey masculin.

## Historique
En 2023, le SC Tomar remporte la 1re Coupe du Portugal de son histoire. Ils battent le Sporting CP en finale 5-5 (3 tab 1)

## Palmarès
| Compétitions nationales | Compétitions internationales |
| - Coupe du Portugal (1) - Vainqueur : 2023 - Championnat du Portugal de deuxième division (3) - Champion : 1981, 1994 et 2016 | - néant                      |